# Félix Worms de Romilly
Pour les articles homonymes, voir Worms et Romilly.
Henri Félix Louis Worms de Romilly (Strasbourg, 25 avril 1824 - Paris, 30 avril 1903), est un chimiste et physicien français, docteur en droit, maire du Mesnil-le-Roi, cofondateur et président de la Société française de physique.

## Biographie
Petit-fils d'Olry Worms de Romilly et d'Auguste Ratisbonne, il épouse sa cousine germaine, Elisa Ratisbonne. Il est le père de Berthe (marquise Thibault de Broc) et de Rachel (comtesse Henri de Montesquiou-Fézensac).

## Ouvrages
- De la possession, 1851
- Possession en général, 1851

## Sources
- Bulletin des séances de la Société française de physique, 1910